# خیابان (محله)

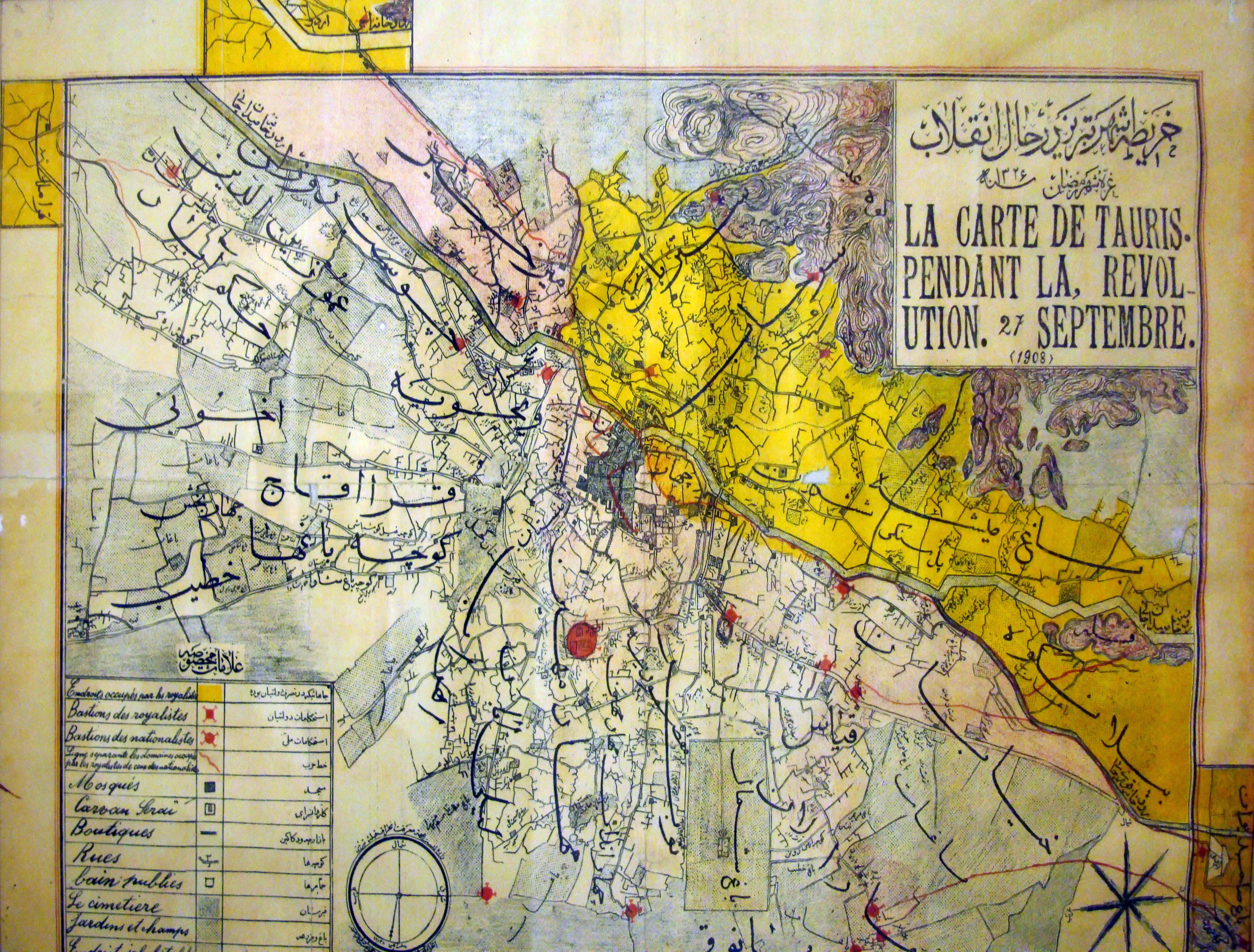
نقشه محلات تبریز -از جمله خیابان- در دوران مشروطه، سال ۱۹۰۸

خیاوان یا خیابان یکی از کوی‌های قدیمی شهر تبریز است. این کوی مرکز فرماندهی جنبش‌های تحت فرمان باقرخان سالار ملّى در هنگام مشروطه بوده‌است و سهم به‌سزایی در پیروزی این انقلاب داشته‌است. کوی خیابان به‌طور تقریبی از سوی شمال به رودخانهٔ میدان چایی، از سوی جنوب به کوی غیاث (قیاس)و مقبره عارف معروف غياث الدين و محله مارالان، از سوی جنوب باختری به عمارات هشت بهشت باغشمال از سوی جنوب خاوری به از سوی خاور به شاطر علدوزى دروازه تهران از سوی باختر به محلّه نوبر و درب نوبر  و خیابان آرتش و میدان ساعت و از سوی شمال باختری به بازار تبریز محدود شده است.
.
مسجد كبود فيروزه اسلام و موزه آذربايجان و عصر آهن در اين محله قرار دارد.
محله خيابان به كثرت هيئت هاى عزادارى در سه نوع عرب، زنجيرزنان و عجم، شهرت ويژه داشته و اين محله به دانشگاه حسينى معروف است.
از مفاخر معاصر اين محله ميتوان دكتر محمدعلى صاريخانى، اخوان حاج محمدعلى و حاج محمدحسن عبديزدانى، حاج خداوردى ملكى تبريزى و ابوزجه(پدرخانم) وى سالار قره باغىسارى قلى خان و فرزند هنرمند ايشان زنده ياد استاد اسفنديار قره باغى ياد كرد.

## پیشینه
نادر میرزا دربارهٔ این کوی چنین می‌نویسد:
«محلهٔ خیابان در مشرق شهر است. کویی است بزرگ که هر که از عراق (ایران مرکزی، عراق عجم، استان مرکزی، اراک) آید، نخست وارد شود به خیابان طولانی و عریض که سه ربع فرسنگ اول و شصت ذرع عرض آن است. بدان سال که من به تبریز آمدم این خیابان از دو سوی، نهری روان داشت و به کنار آن نهرها، درختان ناژ و تبریزی و سراسر سایه‌افکن و همه آن بیدها به یک خط شده بودند و آن راه را نگاهبانان با آجری از دیوان خلافت. درخت‌ها کهنسال بود، یک یک بریدند و به جای آن نهال غرس نمودند تا یکسره از آن خالی شد، تا به سال یکهزار و دویست و نود که شاهنشاه ما (ناصرالدین شاه) به فرنگستان سفر نمود و بدین شهر گذار کرد از پیش به حکم ولیعهد (مظفرالدین میرزا) و کفایت صاحبدیوان میرزا فتحعلی خان شیرازی به تازه جوی‌ها عمارت کردند، نهال نارون و بید و صنوبر نشاندند، نگاهبانان بگماشتند و اکنون اندک صفایی یافته گرچه به پایه اولین نرسیده و نرسد. این کوی (خیابان) را برزن‌هاست. کدخدای آن امروز کریم خان است و این کار از نیا (جد) بدو مانده که نام او نیز کریم خان بوده به روزگار نایب السلطنه عباس میرزا، وی مردی شناخته و کارگزاری نیک بود تا به اول پادشاهی محمد شاه که وزیر بزرگ حاجی میرزا آقاسی ایروانی کینه‌ای از آن مرد به دل داشت، او را تهمتی بربست و برانداخت و روزگاری آواره بود تا جهان بدرود کرد.»
نادر میرزا دربارهٔ قنات زبیده چنین می‌نویسد:
«گویند این کهریز به فرمان زبیده بریده‌اند، آنگاه که شهر آبادان کرد. من گویم مردم بی گمان از همین نام به غلط افتاده‌اند که این مدینه را بانی زبیده بنت جعفر (عیال هارون الرشید است… به سالهای نخست که من (نادر میرزا) به تبریز آمدم، نامدارتر از چشمه زبیده نشنیدم. آبی گوارا و وافر داشت و در قصور پادشاهی جاری بود و قسمتی بزرگ از شهر بدان مشروب می‌شد. بتدریج بر هر طرف آن چاه‌ها و نقبها فرو بردند تا آن کهریز بزرگ منطمس (کور و خراب) شده و میاه (آب‌های) آن به کاریزهای همسایه‌ها راه یافت و بخوشید.»
«از قنات‌های این محله، دیگر کهریز خواجه قاسم است و مدار آن بر شانزده شبانه روز است. مالکان آن متعددند. در اول خیابان دهنه آن است. بعضی از بساتین آن کوی را از اول خیابان سیراب می‌نماید. دیگر قنات کشیش است. این عین (چشمه) در اوایل کوی خیابان نخست به باغی که به همین نام شهرت دارد جاری است. پس از آن بدان حوالی بستان‌های دیگر مشروب سازد. گویند بدان بستان نشان عمارتی نیز باشد و اکنون تلی است.»

«دیگر قنات فتح‌آباد (پتاوا) است به نام روستایی که سررشته این کهریز آنجا باشد به جنوب شرقی تبریز… اکنون از اول خیابان به شهر جاری باشد…»

## کوی‌ها و مکان‌ها
از جمله بخش‌ها و کوچه‌های این کوی می‌توان از دمشقیه (گوموش قیه)، دالان میرزا رضا، بازارچه خیابان، دمیرقاپی (درب خیابان)، قوللار کوچه‌سی، کلانتر کوچه، بازار میرزا نصرالله، کوی دلخون، میرچوپان، قره‌باغلی‌لار، کوی شهید جدیری (حلیمه سازاندا)، تپه‌لی باغ، کوچه سیّدلر، کوچه سیّدزاده، کوچه بالاحمام، کوچه میرزا سلمان حکیم، میدان چوپور، کوچه کریمخان (خان)، کوچه صدر و کوچهٔ سالار نام برد. میدان قطب مرکز این کوی شناخته می‌شود که اهالی آن را «قورد میدانی» (میدان گرگ) می‌نامند. به نوشتهٔ برخی جهانگردان این میدان محل گرگ بازی و مسابقه بین گرگ‌های کوی‌های مختلف بوده‌است.
از مساجد معروف محلهٔ خیابان نیز که برخی از آنها جنبهٔ تاریخی و جهانی دارند می‌توان از مسجد کبود، مسجد کریم خان، مسجد سالار، مسجد حاج احمد، مسجد چوپور، مسجد آیت‌الله شهیدی (میرزا سلمان حکیم) و مسجد بازارچه نام برد.
آب اصلی این محله بزرگ از قنات زبیده خاتون فراهم می‌شد که حفر آن را به زبیده خاتون عیال هارون‌الرشید خلیفه عباسی نسبت می‌دهند. باقرخان از پیشوایان و مبارزان جنبش مشروطه ایران و شیخ محمد خیابانی از این کوی بوده‌اند.